# Leopold von Waldburg-Wurzach
Leopold Maria Karl Eberhard Fidel Alois Stephan Martin von Waldburg-Wurzach (Bad Wurzach, 11 novembre 1795 – Bad Wurzach, 26 aprile 1861) è stato un principe e politico tedesco.

## Biografia
Leopold era il figlio primogenito del conte ereditario Leopold von Waldburg-Wurzach (1769–1800) e di sua moglie, la contessa Maria Walpurga Franziska Fugger von Babenhausen (1771–1841), sorella del principe Anselm Maria Fugger von Babenhausen.
Suo padre venne tragicamente ucciso nel 1800 dagli ulani austriaci presenti nel suo castello che l'avevano scambiato per un ufficiale francese (era l'epoca dell'invasione napoleonica dei territori tedeschi). Pertanto Leopold divenne principe ereditario ed alla morte di suo nonno Eberhard I von Waldburg-Wurzach venne chiamato a succedergli come capo della casata di Waldburg-Wurzach. Dal momento che il giovane principe era ancora minorenne, passò sotto tutela della madre e di un consiglio di reggenza sino al 1815.
A partire dagli anni '30 dell'Ottocento Leopold iniziò ad interessarsi di politica e nel 1833 ottenne di entrare nella Camera dei Signori del Württemberg. Partecipò  personalmente alle attività della Camera sino al 1853,  dopodiché venne rappresentato da suo figlio. Dal 1846 al 1861 fu inoltre membro del consiglio bavarese. Si impegnò per la tutela degli interessi dei grandi proprietari terrieri della Germania meridionale, dei quali era un rappresentante con un'area di sua proprietà (comprendente terreni coltivati e boschi) pari a 6,4 chilometri quadrati e con una popolazione di circa 6 900 abitanti. Sino al 1849 ottenne dal governo del Württemberg alcuni privilegi specifici per la sottomissione al nuovo regno, privilegi che però gli furono revocati con la rivoluzione di quell'anno.
Morì nel castello di Bad Wurzach nel 1861.

## Matrimonio e figli
Il 18 dicembre 1821 il principe Leopold sposò sua cugina Maria Josepha Fugger von Babenhausen (19 giugno 1798 - 9 maggio 1831), figlia del principe Anselm Maria Fugger von Babenhausen. Dal matrimonio nacquero i figli:
- Maria Antonie Walburga Josepha (1822–1893)
- Maria Antonia Walpurga Josepha (1824–1837)
- Karl (1825-1907), III principe di Waldburg-Wurzach, abidca nel 1865
- Maria Teresa Carolina (1827–1831)
- Eberhard (1828–1903), IV principe di Waldburg-Wurzach

Sua madre si risposò in seguito col principe Joseph Anton Xaver von Waldburg-Wolfegg-Waldsee, lontano cugino del suo primo marito Leopold. Il figlio Leopold fu pertanto fratellastro del principe Friedrich von Waldburg-Wolfegg-Waldsee.

## Ascendenza
|                                                                 |                                      |                                                                     | Genitori                                           |  |  | Nonni |  |  | Bisnonni                         |  |  | Trisnonni                        |  |
|                                                                 |                                      |                                                                     |                                                    |  |  |       |  |  | Franz Ernst von Waldburg-Wurzach |  |  | Ernst Jakob von Waldburg-Wurzach |  |
|                                                                 |                                      |                                                                     |                                                    |  |  |       |  |  | Franz Ernst von Waldburg-Wurzach |  |  | Ernst Jakob von Waldburg-Wurzach |  |
|                                                                 |                                      | Anna Ludovika von Waldburg-Wolfegg                                  |                                                    |  |  |       |  |  | Franz Ernst von Waldburg-Wurzach |  |  |                                  |  |
| Eberhard I von Waldburg-Wurzach, I principe di Waldburg-Wurzach |                                      |                                                                     |                                                    |  |  |       |  |  | Franz Ernst von Waldburg-Wurzach |  |  |                                  |  |
|                                                                 |                                      | Maria Eleonora von Königsegg-Rothenfels                             | Albrecht Eusebius von Königsegg-Rothenfels         |  |  |       |  |  |                                  |  |  |                                  |  |
|                                                                 |                                      | Maria Eleonora von Königsegg-Rothenfels                             | Albrecht Eusebius von Königsegg-Rothenfels         |  |  |       |  |  |                                  |  |  |                                  |  |
|                                                                 |                                      | Maria Eleonora von Königsegg-Rothenfels                             | Klara Philippina von Manderscheid-Blankenheim      |  |  |       |  |  |                                  |  |  |                                  |  |
| Leopold von Waldburg-Wurzach                                    |                                      | Maria Eleonora von Königsegg-Rothenfels                             |                                                    |  |  |       |  |  |                                  |  |  |                                  |  |
|                                                                 |                                      | Sebastian Franz Xaver Joseph Fugger von Kirchberg-Weissenhorn-Glött | Anton Ernst Fugger von Kirchberg-Weissenhorn-Glött |  |  |       |  |  |                                  |  |  |                                  |  |
|                                                                 |                                      | Sebastian Franz Xaver Joseph Fugger von Kirchberg-Weissenhorn-Glött | Anton Ernst Fugger von Kirchberg-Weissenhorn-Glött |  |  |       |  |  |                                  |  |  |                                  |  |
|                                                                 |                                      | Sebastian Franz Xaver Joseph Fugger von Kirchberg-Weissenhorn-Glött | Maria Elisabeth Trautson zu Falkenstein            |  |  |       |  |  |                                  |  |  |                                  |  |
| Maria Katharina Fugger von Kirchberg-Weissenhorn-Glött          |                                      | Sebastian Franz Xaver Joseph Fugger von Kirchberg-Weissenhorn-Glött |                                                    |  |  |       |  |  |                                  |  |  |                                  |  |
|                                                                 |                                      | Maria Anna Elisabeth Gabriele von Firmian                           | Franz Alfons Georg von Firmian                     |  |  |       |  |  |                                  |  |  |                                  |  |
|                                                                 |                                      | Maria Anna Elisabeth Gabriele von Firmian                           | Franz Alfons Georg von Firmian                     |  |  |       |  |  |                                  |  |  |                                  |  |
|                                                                 |                                      | Maria Anna Elisabeth Gabriele von Firmian                           | Barbara Elisabeth von Thun                         |  |  |       |  |  |                                  |  |  |                                  |  |
| Leopold von Waldburg-Wurzach, II principe di Waldburg-Wurzach   |                                      | Maria Anna Elisabeth Gabriele von Firmian                           |                                                    |  |  |       |  |  |                                  |  |  |                                  |  |
|                                                                 | Johann Jackob Fugger von Babenhausen | Johann Rudolf Fugger von Babenhausen                                |                                                    |  |  |       |  |  |                                  |  |  |                                  |  |
|                                                                 | Johann Jackob Fugger von Babenhausen | Johann Rudolf Fugger von Babenhausen                                |                                                    |  |  |       |  |  |                                  |  |  |                                  |  |
|                                                                 | Johann Jackob Fugger von Babenhausen | Katharina von Waldburg-Zeil                                         |                                                    |  |  |       |  |  |                                  |  |  |                                  |  |
| Anselm Victorian Fugger von Babenhausen                         | Johann Jackob Fugger von Babenhausen |                                                                     |                                                    |  |  |       |  |  |                                  |  |  |                                  |  |
|                                                                 |                                      | Maria Katharina Euphemia von Törring                                |                                                    |  |  |       |  |  |                                  |  |  |                                  |  |
|                                                                 |                                      |                                                                     |                                                    |  |  |       |  |  |                                  |  |  |                                  |  |
|                                                                 |                                      |                                                                     |                                                    |  |  |       |  |  |                                  |  |  |                                  |  |
| Maria Walpurga Franziska Fugger von Babenhausen                 |                                      |                                                                     |                                                    |  |  |       |  |  |                                  |  |  |                                  |  |
|                                                                 |                                      | Joseph Franz von Waldburg zu Wolfegg                                | Ferdinand Ludwig von Waldburg zu Wolfegg           |  |  |       |  |  |                                  |  |  |                                  |  |
|                                                                 |                                      | Joseph Franz von Waldburg zu Wolfegg                                | Ferdinand Ludwig von Waldburg zu Wolfegg           |  |  |       |  |  |                                  |  |  |                                  |  |
|                                                                 |                                      | Joseph Franz von Waldburg zu Wolfegg                                | Maria Anna von Schellenberg                        |  |  |       |  |  |                                  |  |  |                                  |  |
| Maria Walpurgis von Waldburg zu Wolfegg                         |                                      | Joseph Franz von Waldburg zu Wolfegg                                |                                                    |  |  |       |  |  |                                  |  |  |                                  |  |
|                                                                 |                                      | Anna Maria Luise Charlotte zu Salm-Reifferscheidt-Dyck              | Franz Ernst zu Salm-Reifferscheidt-Dyck            |  |  |       |  |  |                                  |  |  |                                  |  |
|                                                                 |                                      | Anna Maria Luise Charlotte zu Salm-Reifferscheidt-Dyck              | Franz Ernst zu Salm-Reifferscheidt-Dyck            |  |  |       |  |  |                                  |  |  |                                  |  |
|                                                                 |                                      | Anna Maria Luise Charlotte zu Salm-Reifferscheidt-Dyck              | Anna Franziska Luise von Thurn und Taxis           |  |  |       |  |  |                                  |  |  |                                  |  |
|                                                                 |                                      | Anna Maria Luise Charlotte zu Salm-Reifferscheidt-Dyck              |                                                    |  |  |       |  |  |                                  |  |  |                                  |  |